# Vernonia amambaia
Vernonia amambaia là một loài thực vật có hoa trong họ Cúc. Loài này được (H.Rob.) Dematt. mô tả khoa học đầu tiên năm 2002.